# Piletosoma chaquimayalis
Piletosoma chaquimayalis là một loài bướm đêm trong họ Crambidae.